# Roman Gajewski
Roman Gajewski (ur. 1954 w Sopocie) – polski malarz, rysownik, profesor Akademii Sztuk Pięknych w Gdańsku i Sopockiej Szkoły Wyższej (Wydział Architektury, Inżynierii i Sztuki).

## Życiorys
Studiował w latach 1974–1979 na Wydziale Malarstwa w Państwowej Wyższej Szkole Sztuk Plastycznych w Gdańsku (od 1996 r.: Akademia Sztuk Pięknych w Gdańsku), dyplom w 1979 r. w Pracowni Malarstwa prof. Władysława Jackiewicza. W 1997 r. uzyskał II stopień kwalifikacji, obecnie pracuje na stanowisku kierownika w Pracowni Rysunku Wieczornego na Wydziale Malarstwa i Grafiki gdańskiej uczelni.
W 1986/1987 r. stypendysta rządu włoskiego. Ekspert artystyczny do spraw znaczków pocztowych przy Ministerstwie Łączności w Warszawie w 1993/1994 r. Współorganizator Galerii Rysunku Akademii Sztuk Pięknych „Nowa Oficyna” w Gdańsku w 1998 r. Inicjator i współzałożyciel 2000 r. (z Grzegorzem Szychlińskim i Zbigniewem Wąsielem) Stowarzyszenia Artystycznej Inicjatywy i Galerii „Na wieży” w Gdańsku. Organizator znaczących trójmiejskich wystaw plastycznych. Zajmuje się malarstwem, rysunkiem, projektowaniem graficznym, projektowaniem wnętrz, wystawiennictwem, publicystyką i poezją.

## Niektóre wystawy w Polsce
- 1978: Grafika, Dom Kultury, Koszalin
- 1978: Ogólnopolski Przegląd Grafiki Studenckiej, Kraków
- 1978: VI Ogólnopolski Festiwal Sztuki Studenckiej PRL, Poznań
- 1979: Grafika, Galeria „Sień Gdańska”, Gdańsk
- 1980: „Młodzi 80”, Malarstwo, BWA, Gdynia
- 1981: IV Biennale Sztuki Gdańskiej, BWA, Sopot
- 1981: Targi Sztuki, BWA, Sopot
- 1983: 700-lecie Sopotu – wystawa „Malarze i rzeźbiarze sopoccy”, BWA, Sopot
- 1984: „19 młodych z Gdańska” Galeria „MDM”, Warszawa
- 1991: Prezentacja malarstwa PWSSP, Gdańsk
- 1996: „Dekonstrukcjoniści gdańscy”, Muzeum Narodowe, Oddział Sztuki Współczesnej, Gdańsk
- 1996: „Docendo discimus” – 50-lecie Akademii Sztuk Pięknych w Gdańsku, hall uczelni
- 1997: „Dekonstrukcjoniści gdańscy”, PGS, Łódź
- 1998: „Dekonstrukcjoniści gdańscy”, Galeria EL, Elbląg
- 1998: „Dekonstrukcjoniści gdańscy”, Galeria BWA, Olsztyn
- 1998: Malarstwo „Emotion”, Muzeum Narodowe, Oddział Sztuki Współczesnej, Gdańsk
- 1998: „Artyści z Akademii”, Galeria Rysunku Akademii Sztuk Pięknych, Gdańsk
- 1999: „Czasy się zmieniają, a my wraz z nimi”, Galeria „Nowa Oficyna” oraz Muzeum Zegarów Wieżowych, Gdańsk
- 2000: „Bez tytułu”- wystawa dedykowana prof. Kazimierzowi Ostrowskiem, Galeria „78”, Gdynia
- 2000: „Oliwa bliżej Gdańska, Gdańsk bliżej sztuki”, Dworek – Galeria Artystycznej Inicjatywy, Gdańsk[5]
- 2000: „Atrium”, Gdynia
- 2000: „Gdynia – Düsseldorf”, Galeria „78”, Gdynia
- 2000: Gdyński Przegląd Artystyczny – Lato 2000, Galeria „78”, Gdynia
- 2000: „Europatrain Project”, Katedry, Galeria „Nowa Oficyna”, Gdańsk
- 2000: Wystawa inauguracyjna, Galeria „Na Wieży”, wieża kościoła św. Katarzyny w Gdańsku
- 2001: „Post Scriptum”, Galeria „78”, Gdynia
- 2001: „Trzy kolory”, Państwowa Galeria Sztuki, Sopot
- 2001: „Trwanie”, Galeria El, Elbląg[6]
- 2001: Kolekcja, Galeria „Na Wieży”, Gdańsk
- 2001: Gdyński Salon Artystyczny, Galeria „78”, Gdynia
- 2001: „Artyści z Gdańska” Miejska Galeria, Biała Podlaska
- 2002: „Artyści z Gdańska”, Galeria „A”, Starogard Gdański[7]
- 2002: „Krytycy o nas”, Galeria „Na Wieży”, Gdańsk
- 2002: Mistrz i uczniowie, Galeria El, Elbląg
- 2016: „W drodze…” – Galeria GAK, Wyspa Skarbów, Gdańsk
- 2019 „W drodze... Kontynenty...”, Wejherowskie Centrum Kultury, Wejherowo[8]

## Niektóre wystawy zagraniczne
- 1986: Rysunek, Galeria „Ipso”, Perugia, Włochy
- 1986: „Pokój i praca”, Asyż, Włochy
- 1987: „Malarstwo z Polski”, Galeria General Electric Plastic B.V., Bergen, Holandia
- 1989: Malarstwo „Spotkania Młodych Artystów”, Palazzo Comunale, Arpino, Włochy
- 1991: Malarstwo i Rysunek, Essen, Niemcy
- 1991: Malarstwo i Rysunek, Galeria Lindqvist, Castrop – Rauxel, Niemcy
- 1992: Malarstwo i Rysunek, Galeria Lindqvist, Herne, Niemcy
- 1993: Malarstwo i Rysunek, Paracelsus- Haus, Castrop-Rauxel
- 1995: Malarstwo i Rysunek, Galeria „T&T”, Norymberga, Niemcy
- 1999: „Metafizyka ludzi i rzeczy” Spiegel-galerie, Runfunks SFB, Berlin, Niemcy
- 2001: „Düsseldorf – Gdańsk” Galeria Am Eck, Düsseldorf, Niemcy
- 2002: „6 Artystów z Gdańska” Galeria Fass, Stambuł, Turcja[9]

## Nagrody
- 2015 – Nagroda Prezydenta Miasta Gdańska w Dziedzinie Kultury za liczne monografie i eseje związane ze sztuką oraz z okazji jubileuszu 35-lecia pracy artystycznej i dydaktycznej[10]